# Wapen van Bavel

Dorpswapen van Bavel

Het wapen van Bavel werd in 1996 tijdens een raadsvergadering van de gemeente Nieuw-Ginneken als dorpswapen voor Bavel vastgesteld. Op 1 januari 1997 ging de gemeente op in Breda, waarbij een deel van de dorpen Bavel en Ulvenhout in de gemeente Alphen-Chaam kwam te liggen.

## Blazoenering
De blazoenering bij het wapen luidt als volgt:
In zilver een koe van keel, staande op een grasgrond van sinopel; een schildhoofd van keel, waarin drie naast elkaar geplaatste andrieskruisen van zilver.
De heraldische kleuren zijn zilver (wit), sinopel (groen) en keel (rood).

## Geschiedenis
Het wapen is ontworpen door de Noord-Brabantse Commissie voor Wapen- en Vlaggenkunde en is afgeleid van het wapen van Ginneken en Bavel dat sinds 1744 in gebruik was, ook door de latere gemeente Nieuw-Ginneken. Sint Brigida, parochieheilige van Bavel, wordt voorgesteld door een koe, en de kruisjes zijn afkomstig uit het wapen van de baronie Breda. Deze elementen zijn aan het wapen van Ginneken en Bavel ontleend. Het wapen van Ginneken en Bavel bevatte ook een rooster als verwijzing naar St. Laurentius, parochieheilige van Ulvenhout. Dat wapen is in 1996 ongewijzigd vastgesteld als dorpswapen voor Ginneken. Historisch gezien hoort de koe in het wapen echter bij Bavel en daarom stelde de Noord-Brabantse commissie voor wapen- en vlaggenkunde een ander wapen voor Ginneken voor, dat de gemeente Breda in 2011 wilde invoeren, zonder hierbij de inwoners te vragen of zij hieraan behoefte hadden. Dit resulteerde in een fel protest, omdat Ginneken reeds een dorpswapen had waarmee de inwoners tevreden waren. Het wapen van Ginneken is om deze reden niet gewijzigd.
Op 7 augustus 2012 heeft de gemeenteraad van Alphen-Chaam de dorpswapens van Bavel en Ulvenhout vastgesteld, nadat deze in 1996 door de toenmalige gemeente Nieuw-Ginneken en in 2011 door de gemeente Breda, waaronder beide dorpen deels vallen, eveneens zijn vastgesteld.

## Verwante wapens

Het wapen van Breda
Het wapen van Nieuw-Ginneken, thans dorpswapen van Ginneken

Bavel
· De Mortel
· De Rips
· Dinteloord
· Elsendorp
· Galder
· Gemert
· Ginneken
· Handel
· Mierlo-Hout
· Milheeze
· Nispen
· Rosmalen
· Sint-Michielsgestel
· Strijbeek
· Ulvenhout